# Sleep (シドの曲)
「sleep」（スリープ）は、シドのメジャー5作目のシングル。2010年3月3日にキューンレコードから発売された。

## 概要
- 初回盤にはAとBタイプがあり、それぞれに収録内容の異なるライブ映像、舞台裏の映像を収録したDVDが付属されている。

## 収録内容
| 全作詞: マオ。 |                                           |           |           |                 |      |
| #              | タイトル                                  | 作詞      | 作曲      | 編曲            | 時間 |
| 1.             | 「sleep」                                 | マオ      | 御恵明希  | シド & CHOKKAKU | 4:41 |
| 2.             | 「歌姫」                                  | マオ      | Shinji    | シド            | 3:14 |
| 3.             | 「合鍵 (Live from SID TOUR 2009 hikari)」 | マオ      | 御恵明希  | シド & sakura   | 5:35 |
| 合計時間:      | 合計時間:                                 | 合計時間: | 合計時間: | 13:30           |      |

## 楽曲解説
1. sleep
日本テレビ系列「スッキリ!!」3月テーマソング。
2. 歌姫
作詞者であるマオの遊び心で、Aメロの歌詞がしりとりになっている。

## 収録アルバム
1. sleep
  - 6thスタジオ・アルバム「dead stock」
  - 1stベスト・アルバム「SID 10th Anniversary BEST」
  - 2ndベスト・アルバム「SID ALL SINGLES BEST」
2. 歌姫
  - 2ndカップリング・ベスト「Side B complete collection〜e.B 3〜」